# M6重型坦克
M6重型坦克（M6 Heavy Tank）是美國於第二次世界大戰設計的重型坦克。該坦克生產數量甚少，從未加入戰鬥。

## 概念
第二次世界大戰初期，美國的M2中型坦克不足以應付納粹德軍的装甲部隊，於是1940年5月時，美國陸軍軍械總隊為了提升裝甲載具質素，提出了50噸重型坦克的概念以對付日益強大的德軍裝甲師。該坦克使用T6口徑75毫米（2.95英寸）的主炮，副砲塔配備了37毫米炮和一挺同軸.30口徑（7.62毫米）的砲塔機槍。

## 評價
M6A1重坦克在美軍裝甲部隊的風評不佳，認為它太笨重和體積過大，稱它做「大而無用的怪物」，而且76mm炮的威力也未能滿足火力需求，加上造價昂貴，所以軍方寧願採用價格便宜、便於運送和能大量生產的M4雪曼坦克，M6A1只生產了數輛就停止生產了。

## 型号
- T1—原型試驗車，從未投產。
- T1E1—原型試驗車，標準名稱為建議作為M6A2，此計劃未被採納，僅有20輛原型試驗車。
- T1E2 / M6 - 原型試驗車，採用扭器傳動裝置技術。僅有8輛原型試驗車。
- T1E3 / M6A1 - 採用變矩器傳輸技術。 僅有12輛投入後線支緩。
- T1E4—採用通用汽車的發動機，計劃在1942年取消，從未投產。
- M6A2E1—採用通用汽車的發動機，在扩大的炮塔内装有一门105毫米T5E1坦克炮，其成果應用於下一代T29重型坦克。炮塔座圈直径由1750毫米扩大至2030毫米。計劃於1944年8月18日取消[1]，仅两辆原型车。

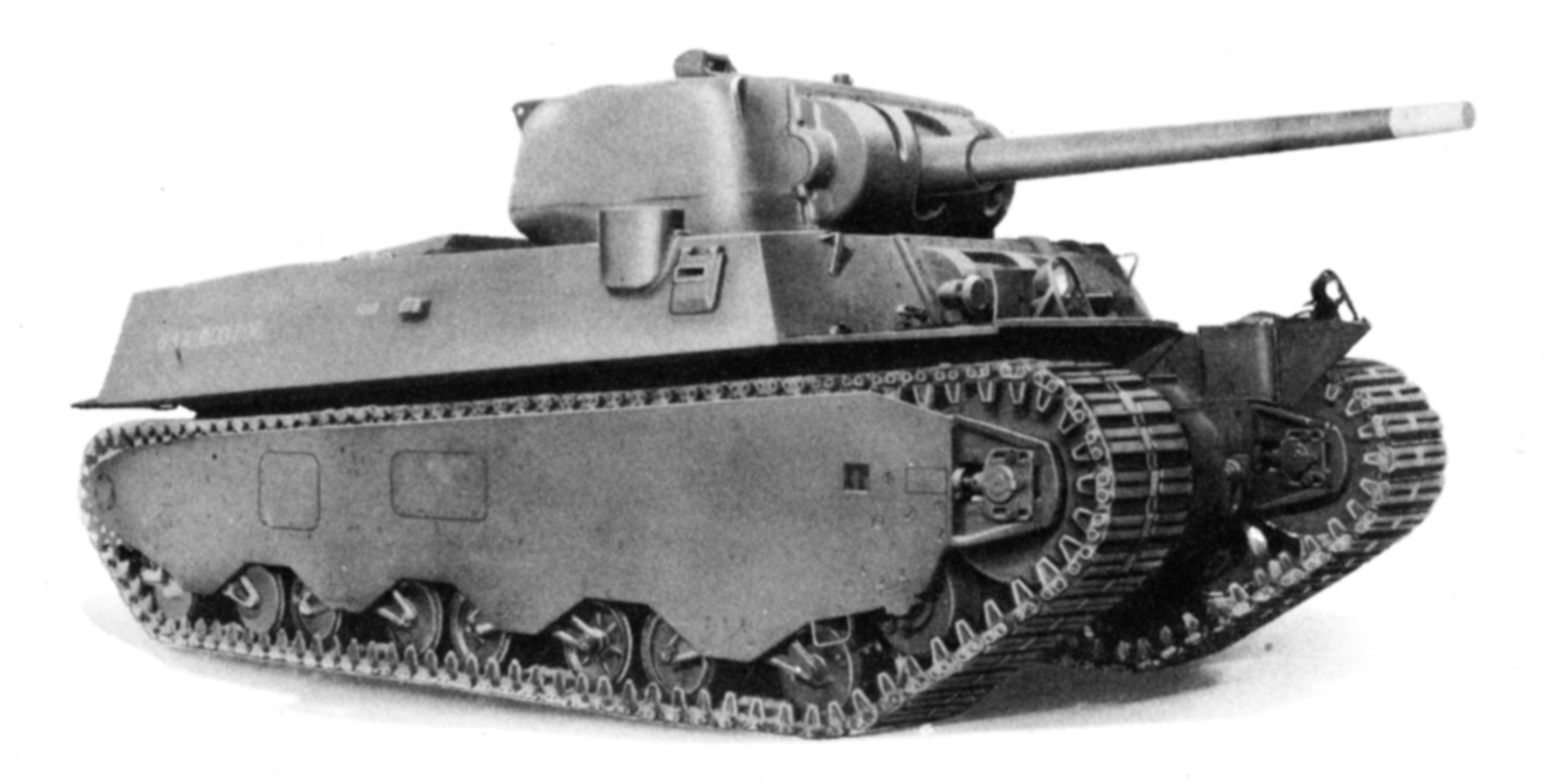
M6A1型戰車。
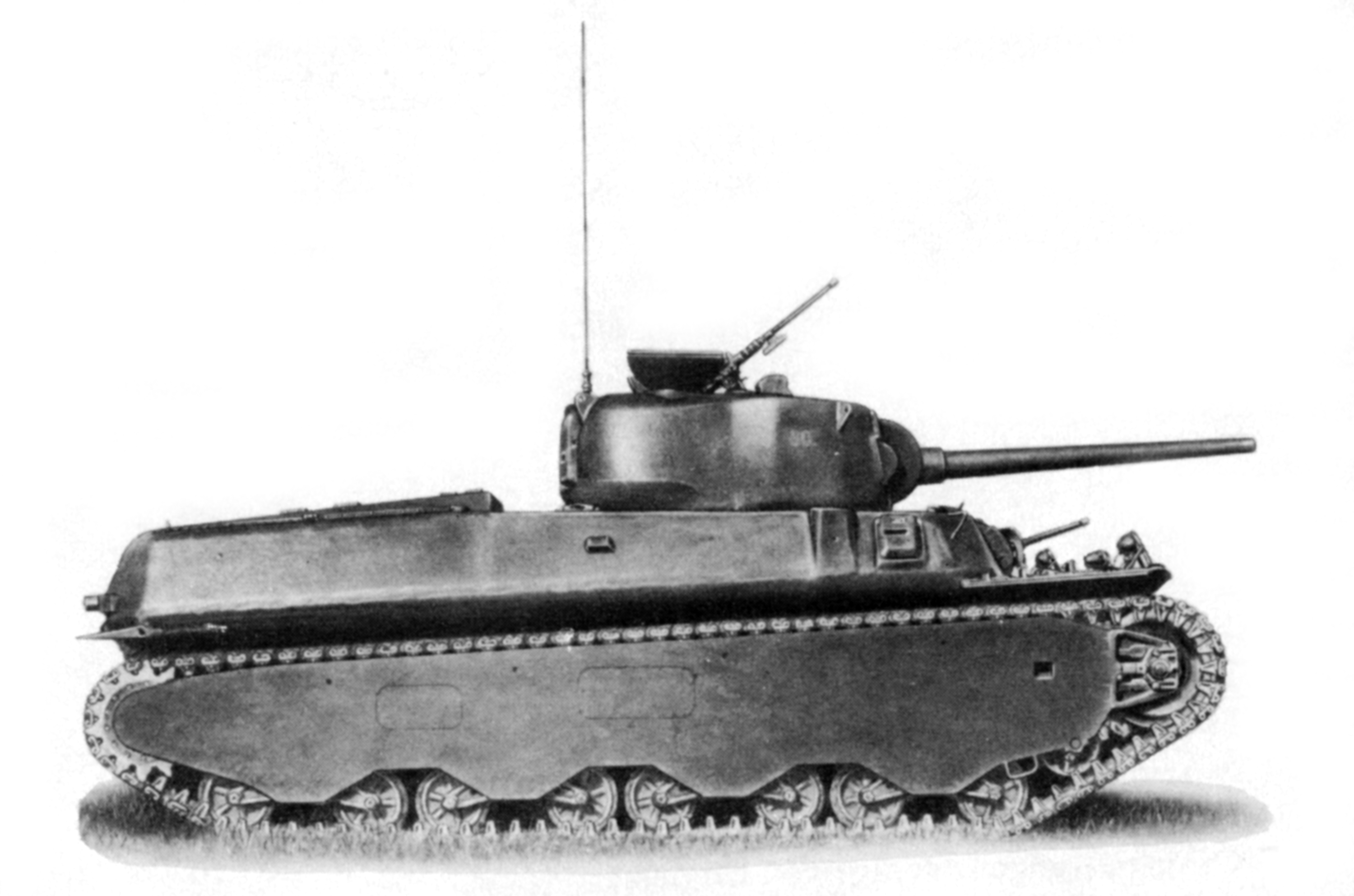
T1E1型戰車。
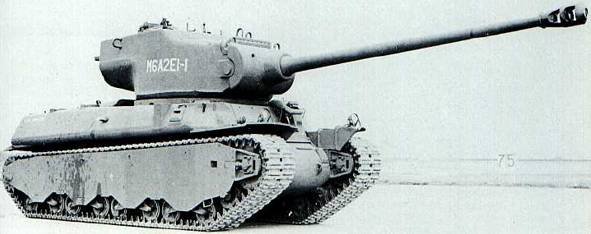
M6A2E1型戰車在阿伯丁试验场, 1945年。